# Markus Römer

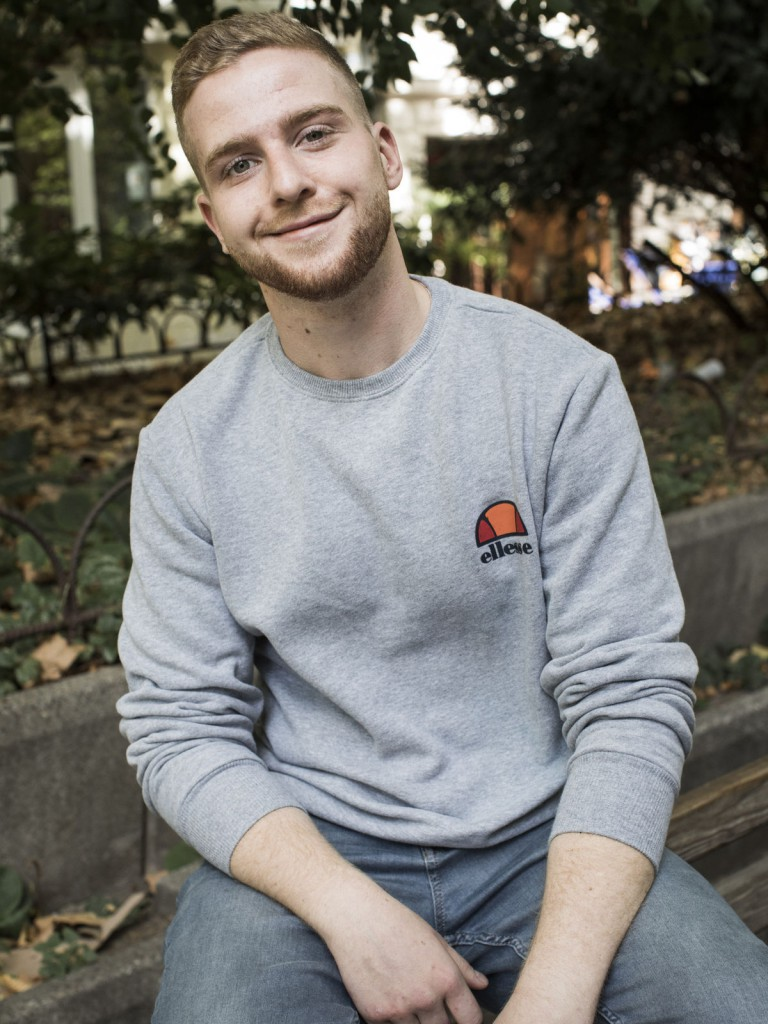
Markus Römer

Markus Römer (* 17. Mai 1998 in Düsseldorf) ist ein deutscher Nachwuchsschauspieler. Er studiert derzeit noch Medien- und Kulturwissenschaften an der Heinrich-Heine-Universität in Düsseldorf.
Römer wirkt seit 2010 bei mehreren Fernsehproduktionen mit, u. a. in der Serie Alarm für Cobra 11 – Die Autobahnpolizei und Der Lehrer. In Das Millionen Rennen spielte Römer erstmals auch in einem Fernsehfilm mit.
An der Seite von Marc Rissmann hatte er 2018 eine Hauptrolle in der Fernsehserie Team 13 – Freundschaft zählt.

## Filmographie
- 2010: Surviving Carla (Regie: Sophie Allet-Coche)
- 2010: Alarm für Cobra 11 – Die Autobahnpolizei – Der Anschlag
- 2011: Mord mit Aussicht – Scharfe Bräute, ganze Kerle
- 2012: Der Lehrer
- 2012: Das Millionen Rennen (Regie: Christoph Schnee)
- 2015: Der Hodscha und die Piepenkötter (Regie: Buket Alakuş)
- 2018: Team 13 – Freundschaft zählt (Regie: Mario Zozin)
- 2018: Raus (Regie: Philipp Hirsch)
- 2020: The Kids Turned Out Fine (Regie: Thilo Vogt)
- 2021: Sweet Freedom (Regie: Dominic Wittrin)